# Saturday Night's Main Event XXXIII
Saturday Night's Main Event XXXIII è stata la trentatreesima edizione dell'omonimo evento speciale prodotto dalla WWE. l'evento si è svolto il 15 luglio all'American Airlines Center di Dallas. L'evento ha avuto una capienza di 17.343 persone, di cui, 14.500 paganti. L'evento è stato trasmesso da NBC e ha avuto un indice d'ascolto di 2.6.

## Risultati
| # | Match | Stipulazione                         | Durata |
| - | --- | ------------------------------------ | ------ |
| 1 | Batista, Rey Mysterio e Bobby Lashley hanno sconfitto Mark Henry, Finlay e King Booker (con Queen Sharmell e William Regal) | Six-man tag team match               | 10:07  |
| 2 | Carlito e Trish Stratus hanno sconfitto Johnny Nitro e Melina                                                               | Mixed tag team match                 | 02:36  |
| 3 | D-Generation X (Triple H e Shawn Michaels) ha sconfitto The Spirit Squad (Kenny, Mitch, Nicky, Johnny e Mickey)             | Handicap elimination match           | 08:52  |
| 4 | Michelle McCool ha sconfitto Victoria                                                                                       | Diva Bull-Riding Contest             | 01:08  |
| 5 | Sabu ha sconfitto Stevie Richards                                                                                           | Extreme Rules match                  | 02:02  |
| 5 | John Cena ha sconfitto Edge (c) (con Lita) per squalifica                                                                   | Single match per il WWE Championship | 07:54  |